# Безымянский район (Саратовская область)

Межколхозный совет. Безымянского района. Саратовской области. 1958 год.

Управление МГБ по Саратовской области. Безымянское Районное Отделение. 1950 год.

Безымянский район (до 1942 года – Лизандергейский район)— административно-территориальная единица, существовавшая в РСФСР с 1941 — по 1959 год. 
Административным центром было село Безымянное.

## История
После издания Указа Президиума Верховного Совета СССР от 28 августа 1941 года «О переселении немцев, проживающих в районах Поволжья» Указом Президиума Верховного Совета СССР от 7 сентября 1941 года «Об административном устройстве территории бывшей республики немцев Поволжья» Лизандергейский кантон бывшей АССР Немцев Поволжья был включён в состав Саратовской области как Лизандергейский район.
Указом Президиума Верховного Совета РСФСР от 19 мая 1942 года «О переименовании некоторых районов и городов Саратовской области» Лизандергейский район был переименован в Безымянский район.
Помимо переименования района, были переименованы некоторые населенные пункты района и соответственно изменены названия их сельских советов:		
- Название сельских советов.

| Лизандергейского кантона - Безымянный, - Кеппентальский, - Лизандергейский, - Медемтальский, - Ней-Штраубский, - Ней-Лаубский, - Фрайдорфский, - Фриденгеймский. | - Переименован в - Переименован в - Переименован в - Переименован в - Переименован в - Переименован в - Переименован в - Переименован в | Безымянского района - Безымянский, - Кировский, - Калининский, - Ворошиловский, - Тарлыковский, - Новочарлыкский, - Первомайский, - Гурьяновский. |

Сельские советы: Воскресенский, совхоза № 103 поселковый, совхоза № 592 поселковый, совхоза № 105 поселковый, сохранили прежние названия.

16 октября 1942 года постановлением Президиума Верховного Совета РСФСР территория мясомолочного совхоза № 105 Безымянского района Саратовской области была передана в Краснокутский район.
14 мая 1943 года постановлением Президиума Верховного Совета РСФСР населенный пункт Заветы Ильича Терновского района Саратовской области был передан в Безымянский район.

10 ноября 1955 года — ликвидирован Калининский сельский Совет Безымянского района.

Указом Президиума Верховного Совета РСФСР от 10 июня 1959 года «Об упразднении некоторых районов и объединении некоторых городских и районных Советов Саратовской области» был упразднен Безымянский район и все его сельские советы переданы в состав Терновского района Саратовской области .

## Административно-территориальное деление
Сельские советы Безымянского района Саратовской области по состоянию на:
| 1 ноября 1942 года   | 1 июля 1945 года    | 9 августа 1958 года |
| -------------------- | ------------------- | ------------------- |
| 1. Безымянский       | 1. Безымянский      | 1. Безымянский      |
| 2. Ворошиловский     | 2. Ворошиловский    | 2. Воскресенский    |
| 3. Воскресенский     | 3. Воскресенский    | 3. Кировский        |
| 4. Гурьяновский      | 4. Калининский      | 4. ПС совхоза № 103 |
| 5. Калининский       | 5. Кировский        | 5. ПС совхоза № 592 |
| 6. Кировский         | 6. Ново-Чарлыкский  |                     |
| 7. Ново-Чарлыкский   | 7. Первомайский     |                     |
| 8. Первомайский      | 8. ПС совхоза № 103 |                     |
| 9. ПС совхоза № 103  | 9. ПС совхоза № 592 |                     |
| 10. ПС совхоза № 105 | 10. Тарлыкский      |                     |
| 11. ПС совхоза № 592 |                     |                     |
| 12. Тарлыкский       |                     |                     |